# Magne Ohlqvist
Magne Edvin Alfons Ohlqvist, född  23 juni 1923 i Osby, död 15 januari 1995 i Jönköping, var en svensk målare och grafiker.
Han var son till målaren Edvin Ohlqvist och Olga Widlund och från 1949 gift med Viola Valborg Karlsson samt bror till Erik Ohlqvist. Han var huvudsakligen autodidakt som konstnär och bedrev självstudier under resor till bland annat Nederländerna, Spanien och Frankrike. Separat ställde han ut på ett flertal platser i Småland samt i Karlskoga och Falun. Hans konst består av stilleben, figurer och landskap i olja, akvarell, pastell, gouache eller träsnitt. Ohlqvist är representerad vid Rimforsa kommunhus och Vilhelmsro sjukhem i Jönköping.